# Севен
Севен (фр. Cevins) је насеље и општина у источној Француској у региону Рона-Алпи, у департману Савоја која припада префектури Албервил.
По подацима из 2011. године у општини је живело 674 становника, а густина насељености је износила 20,64 становника/km². Општина се простире на површини од 32,66 km². Налази се на средњој надморској висини од 401 метар (максималној 2.680 m, а минималној 375 m).

## Демографија
| 1962. | 1968. | 1975. | 1982. | 1990. | 1999. | 2011. |
| ----- | ----- | ----- | ----- | ----- | ----- | ----- |
| 551   | 569   | 591   | 565   | 651   | 687   | 674   |

График промене броја становника у току последњих година